# Amd.
amd. je zkratka pro „a mnoho dalších“, resp. „a mnoho dalšího“. Používá se při výčtech v textu, kdy chce pisatel ukázat, že výčet pokračuje, nebo že se vlastnost opakuje. Před „amd.” se podle kontextu píše nebo nepíše čárka. Výraz odpovídá anglickému and many other(s) resp. and many more.